# Brian Yale
Brian Yale (* 14. November 1968 in Orlando, Florida) ist ein US-amerikanischer Musiker. Bekannt wurde Yale vor allem als Bassist der US-Band Matchbox Twenty.

## Karriere
Bevor Brian Yale 1995 Bassist von Matchbox Twenty wurde, spielte er in gleicher Funktion in der Band Tabitha’s Secret. Dieser Band gehörten auch der heutige Matchbox Twenty Sänger Rob Thomas und der Matchbox Twenty Gitarrist und ehemalige Drummer Paul Doucette an. Während die restlichen Mitglieder von Matchbox Twenty Songs für die Alben der Band schrieben oder sich neben ihren angestammten Instrumenten auch an anderen Instrumenten versuchten, spielte Brian Yale im Zeitraum der Bandgründung 1996 bis zum dritten Album More than you think you are und der anschließenden Tournee ausschließlich die Bassgitarre. Nach der knapp vierjährigen Pause von Matchbox Twenty von Anfang 2004 bis 2007 übernahm Brian Yale wiederum die Bassgitarre, schrieb nun aber erstmals einen Song für das vierte Album Exile on Mainstream, welcher sich These hard times nennt und auch in Deutschland zu hören war.

## Privates
Brian Yale ist mit seiner Frau Sarah verheiratet und hat bislang keine Kinder.

## Eigenheiten
Brian Yale trägt den Spitznamen Pookie und wird insbesondere von den Bandmitgliedern Rob Thomas und Paul Doucette in Interviews o. ä. auch so gerufen. Wie alle Bandmitglieder von Matchbox Twenty setzt sich auch Brian Yale für den Tierschutz ein und hält privat einige Tiere, die er im Booklet des Albums Exile on Mainstream unter Danksagungen alle namentlich nennt und ihnen persönlich dankt, da das Leben mit ihnen gegen nichts einzutauschen sei. Aus der 2004 erschienenen Konzert-DVD Show – A night in life of Matchbox Twenty geht hervor, dass Brian Yale auch eine gewisse Vorliebe für Computerspielkonsolen pflegt.